# تپه چغا قمر
تپه چغا قمر مربوط به دوران پیش از تاریخ ایران باستان و دوران‌های تاریخی پس از اسلام است و در شهرستان دلفان، بخش مرکزی، روستای شیخ‌آباد واقع شده و این اثر در تاریخ ۲۳ شهریور ۱۳۸۲ با شمارهٔ ثبت ۱۰۰۱۰ به‌عنوان یکی از آثار ملی ایران به ثبت رسیده است.